# Carex cercidascus
Carex cercidascus är en halvgräsart som beskrevs av Charles Baron Clarke. Carex cercidascus ingår i släktet starrar, och familjen halvgräs. Inga underarter finns listade i Catalogue of Life.